# Wilgenprachtkevertje
Het wilgenprachtkevertje (Trachys minutus) is een kever uit de familie prachtkevers (Buprestidae).

## Naam en indeling
De wetenschappelijke naam van de soort werd voor het eerst voorgesteld door Carl Linnaeus in 1758. Oorspronkelijk werd de wetenschappelijke naam Trachys minuta gebruikt. De soortaanduiding minutus is afgeleid van het Latijnse minūta en betekent vrij vertaald 'klein'. De naam slaat op de relatief kleine lichaamslengte van de kever ten opzichte van veel andere prachtkevers.

## Uiterlijke kenmerken
De kever bereikt een lichaamslengte van ongeveer 2,7 tot 3,5 millimeter, het lichaam is overwegend zwart van kleur met een lichte metaalglans. Het halsschild en de elytra of dekschilden dragen golvende dwarsstrepen die bestaan uit kleine witte haartjes. Bij oudere dieren kunnen deze haartjes door slijtage verloren zijn gegaan. In vergelijking met andere, vaak langgerekte, prachtkevers is het lichaam gedrongen; de dekschilden zijn slechts weinig langer dan breed en zijn verbreed bij de pootaanhechtingen. Het midden van het pronotum of halsschild is gewelfd. De kop is breder dan lang en draagt relatief kleine ogen en kleine, korte en dunne antennes. De antennes zijn haarvormig (filiform) en alleen de eerste twee leden zijn wat verdikt. De mannetjes zijn niet uitwendig van de vrouwtjes te onderscheiden maar alleen door naar de geslachtsorganen te kijken.
De larven hebben een opvallende lichaamsvorm doordat de lichaamssegmenten sterk zijn ingesnoerd. De lichaamskleur is lichtgroen met sterk afstekende zwarte zadels aan de bovenzijde. De borststuksegmenten zijn duidelijk vergroot, de kop is echter zeer klein. De larven zijn ook te herkennen aan hun uitwerpselen, frass genoemd, die eruitzien als dikke slierten of lange draden.

## Levenswijze
Het wilgenprachtkevertje is een herbivoor en polyfaag; de kever leeft op verschillende planten. De volwassen kevers vreten aan het mesofyl in de bladeren, de larven graven gangen ('mijnen') in het blad. De larven zijn gevonden op de volgende planten en plantengeslachten: Spaanse aak (Acer campestre), berk (Betula), haagbeuk (Carpinus betulus), hazelaar (Corylus avellana), eenstijlige meidoorn (Crataegus monogyna), sporkehout (Frangula alnus), wilde appel (Malus sylvestris), Prunus, peer (Pyrus communis), eik (Quercus), schietwilg (Salix alba), geoorde wilg (Salix aurita), boswilg (Salix caprea), grauwe wilg (Salix cinerea), zwarte wilg (Salix myrsinifolia), meelbes (Sorbus aria), wilde lijsterbes (Sorbus aucuparia), winterlinde (Tilia cordata), zomerlinde (Tilia platyphyllos), fladderiep (Ulmus laevis) en de gladde iep (Ulmus minor).
De eieren worden individueel afgezet in een door het vrouwtje geknaagd gaatje aan het bladuiteinde op bladeren, de larven kunnen worden gezien van mei tot augustus. Ze ontwikkelen zich in het blad en maken blaasmijnen waarin ze ook verpoppen, de larven ontwikkelen zich binnen vier tot zes weken. Er zijn waarschijnlijk twee generaties per jaar (bivoltien), een in de lente en een in de herfst. De volwassen dieren overwinteren in de strooisellaag.

## Verspreiding en habitat
Het wilgenprachtkevertje komt voor in delen van Europa, ook in noordelijke delen zoals Scandinavië, en komt oostelijker voor tot in delen van Azië. In Europa ontbreekt de soort alleen in Ierland. In België en Nederland is de kever plaatselijk algemeen. De habitat bestaat uit loofbossen, zowel in warmere als meer koele streken.